# 堺市立市小学校
堺市立市小学校（さかいしりつ いち しょうがっこう）は、大阪府堺市堺区にある公立小学校。南海本線堺駅周辺を校区とする。

## 沿革
明治時代初期に開設された堺県学第十区分校を起源とする。数度の校名の変遷を経て、市尋常小学校となった。当初は市之町2丁に校舎があったが、1914年に市之町西3丁の現在地に移転している。
国民学校令により、1941年には堺市市国民学校に改称した。太平洋戦争の影響で、1945年になると堺市中心部の国民学校児童も学童疎開の対象となった。そのため郊外の堺市金岡国民学校（現在の堺市立金岡小学校）分校へ集団疎開を実施した。
1945年7月10日未明の堺大空襲では、講堂の一部を残して校舎を全焼する被害を受けた。被災直後から校舎復旧までの一時期、北波止町・元高射砲跡に仮移転した。
学制改革により、1947年に堺市立市小学校に改称した。

### 年表
- 1873年4月23日 - 県学第十区分校として創立。
- 1873年12月 - 市之町2丁に移転。
- 1874年1月8日 - 開校式。
- 1874年4月 - 泉州第三番小学校に改編。
- 1875年5月30日 - 泉州市之町小学校と改称。
- 1887年3月11日 - 市尋常小学校に改称。
- 1889年4月1日 - 堺市の市制施行により、堺市市尋常小学校と称する。
- 1914年3月 - 現在地に移転。
- 1941年4月1日 - 国民学校令により、堺市市国民学校に改称。
- 1945年 - 学童疎開を実施。
- 1945年7月10日 - 堺大空襲により校舎全焼。
- 1947年4月1日 - 学制改革により、堺市立市小学校に改称。
- 1950年5月 - 校地を拡張。
- 1950年9月3日 - ジェーン台風で校舎被害。
- 1964年11月 -標準服を制定。
- 1998年 - 堺市教育委員会より、総合学習の研究校に指定される。
- 2000年 - 文部省より、ボランティア教育の推進校に指定される。

## 通学区域
- 堺市 市之町西、戎島町、戎之町西、大町西、大浜北町3丁1街区及び2街区、大浜北町4丁1街区及び2街区、大浜北町5丁、甲斐町西、北波止町、櫛屋町西1丁、熊野町西、栄橋町、住吉橋町、築港南町、竜神橋町。

卒業生は堺市立月州中学校に進学する。

## 交通
- 南海本線堺駅から東へ5分。
- 阪堺電気軌道阪堺線大小路停留場から西へ5分。
- 南海高野線堺東駅前1番乗り場から堺駅前行きで市小学校前バス停。